# Фабрика-кухня

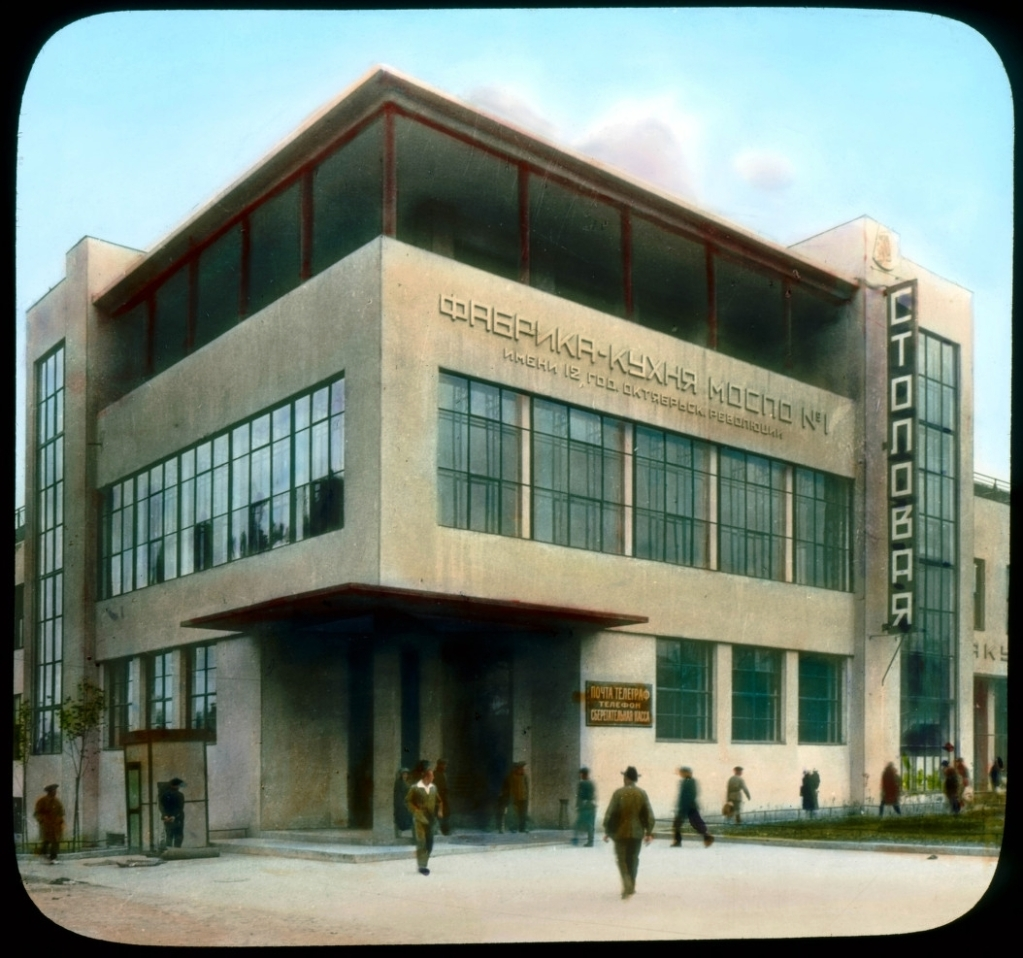
Фабрика-кухня № 1. Москва, Ленинградский проспект, 7. 1926-1928 г., архитектор А. И. Мешков

Фабрика-кухня — крупное механизированное предприятие общественного питания, получившее распространение в 1920—1930-е годы в СССР.
С архитектурной и социокультурной точки зрения представляет собой уникальный тип сооружения и в истории современного искусства рассматривается особо.

## Фабрика-кухня в качестве школы общественного питания

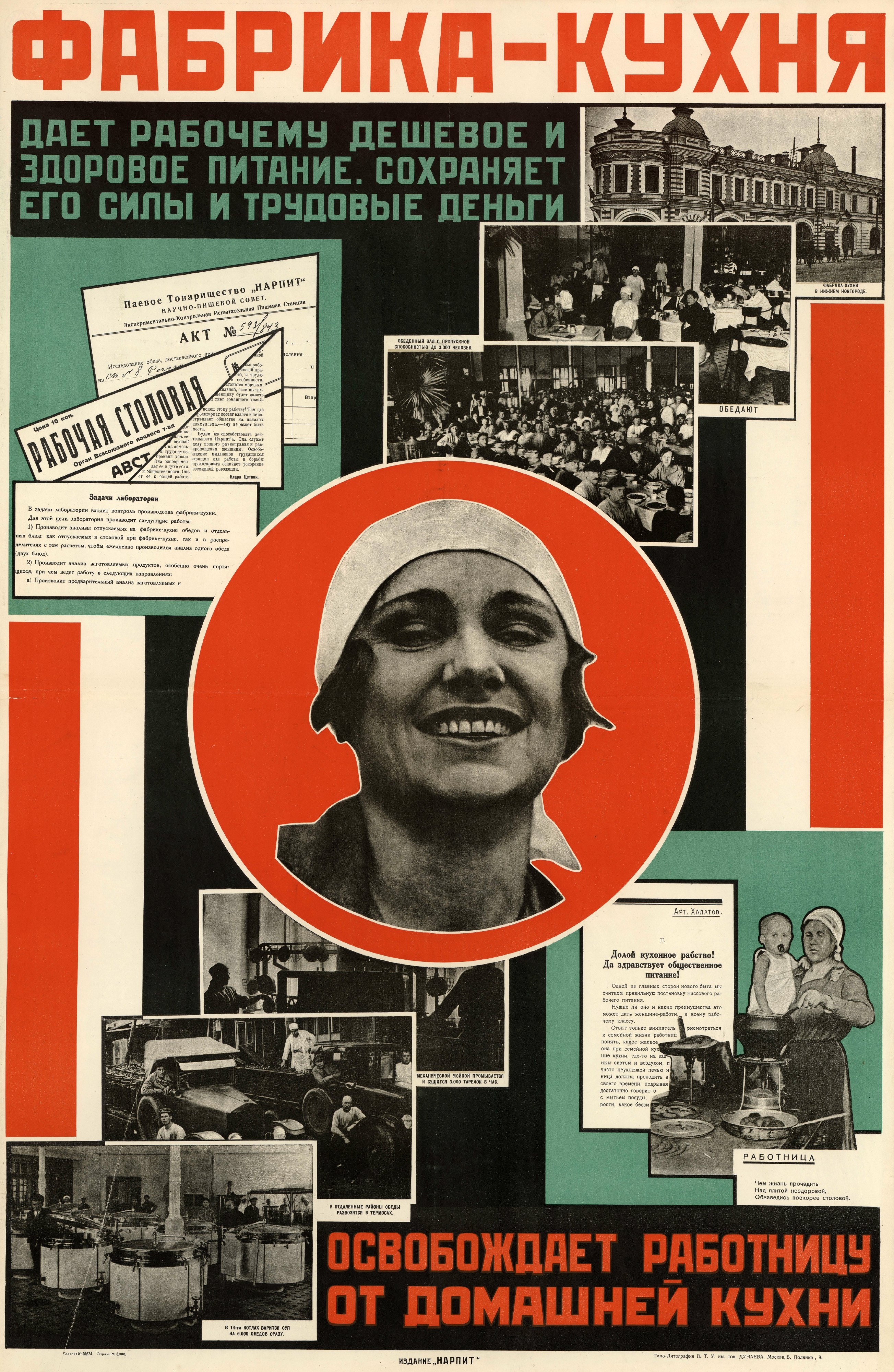
Советский плакат 1927 года

В первые же послереволюционные годы в СССР началась работа по коренному переустройству быта.
Курс, взятый на индустриализацию, потребовал качественного изменения системы потребления.
Общественное питание стало необходимым условием этого процесса: назрела потребность в укрупнённых и механизированных предприятиях, способных оперативно накормить большие массы людей.
Кроме того, в 1920-е годы был взят курс на высвобождение женщины из «пут» домашнего хозяйства и вовлечение её в производство.
Семейные ценности, характерные для русского уклада жизни, утрачивали свою актуальность. Была объявлена война «примусам», «домашним обедам» и «мещанским закопчённым кухням». Им противопоставлялись просторные, светлые залы общественных столовых.
В годы НЭПа большое значение уделялось также борьбе за потребителя — «государственный сектор» делал небезуспешные попытки по отвлечению масс рабочих и служащих от «частных забегаловок».
Идеологами социализма признавалась и особая социокультурная роль совместного потребления пищи: важным пунктом в формировании «человека нового типа» были массовые коллективные мероприятия.
Всем этим задачам могла послужить фабрика-кухня, которую с революционным пафосом тех лет называли «школой общественного питания».
Писатель Юрий Олеша так описал этот процесс в своём романе «Зависть»:
«Объявлена война кухням. Тысячу кухонь можно считать покорёнными. Кустарничанию, восьмушкам, бутылочкам он положит конец. Он объединит все мясорубки, примуса, сковороды, краны… Если хотите, это будет индустриализация кухонь. Он организовал ряд комиссий. Машины для очистки овощей, изготовленные на советском заводе, оказались превосходными. Немецкий инженер строит кухню…»

И вот хозяйка сидит в столовой

и ест (предположим) куриный бульон.

Бульон, который она взяла

за очень низкую плату,

который варился в громадных котлах

девушками в халатах.

А перед хозяйкой цветы горят,

как лучшие в мире горелки,

а сбоку хозяйки, как звёзды, блестят

ошпаренные тарелки.— Я. Смеляков — «Над Москвой летят дирижабли», 1931
В 1930 году советский кинодокументалист Роман Кармен совместно с М. Слуцким и А. Самсоновым снял на Украине киноочерк «Фабрика-кухня» (РЦСДФ).
Также фабрика-кухня упоминается в романе И. Ильфа и Е. Петрова «Золотой телёнок» (1931):
 — А как у вас с такими… с кабачками в азиатском роде, знаете, с тимпанами и флейтами? — нетерпеливо спросил великий комбинатор.

— Изжили, — равнодушно ответил юношa, — давно уже надо было истребить эту заразу, рассадник эпидемий. Весною как раз последний вертеп придушили. Назывался «Под луной».

— Придушили? — ахнул Корейко.

— Честное слово! Но зато открытa фабрика-кухня. Европейский стол. Тарелки моются и сушатся при помощи электричества. Кривая желудочных заболеваний резко пошлa вниз.

— Что делается! — воскликнул великий комбинатор, закрывая лицо руками.

— Вы ещё ничего не видели, — сказал заведующий музеем, застенчиво смеясь, — Едем на фабрику-кухню обедать.

<…>

В большом зале фабрики-кухни, среди кафельных стен, под ленточными мухоморами, свисавшими с потолка, путешественники ели перловый суп и маленькие коричневые биточки.

## Строительство фабрик-кухонь в СССР

Фабрика-кухня 1930-х годов на проспекте Будённого. Москва. 2006

Первая фабрика-кухня была открыта в 1925 году в Иваново-Вознесенске (ныне Иваново), она и стала прообразом зданий подобного назначения. Вторая фабрика-кухня была построена в Нижнем Новгороде, третья — на Днепрострое.
Удачный опыт работы первых фабрик-кухонь вызвал огромный интерес к ним. В течение нескольких лет были построены здания в Филях, на Можайском шоссе, на Ткацкой и на Тульской улицах в Москве.
В Ленинграде только за один 1930 год было открыто четыре таких предприятия.
Объёмы производства некоторых из них были грандиозны. Так, на Минской фабрике-кухне работало порядка 400 человек, а Нарвская фабрика-кухня выделялась тем, что занимала целый квартал и включала в себя универмаг.
Однако фабрики-кухни не превратились в форму организации общественного питания по месту жительства. Их основной целью стало снабжение обедами заводских столовых.
При этом массовый выпуск полуфабрикатов фабриками-кухнями действительно способствовал облегчению труда женщин в домашнем хозяйстве.
С архитектурной точки зрения фабрики-кухни представляют собой памятники послереволюционной эпохи, воплотившие смелые фантазии рационалистов и конструктивистов.

## Особый тип здания
Со временем была выработана целая архитектурная программа, в соответствии с которой проектировались и строились здания фабрик-кухонь. Причём, особую роль сыграли проекты для московских предприятий питания.

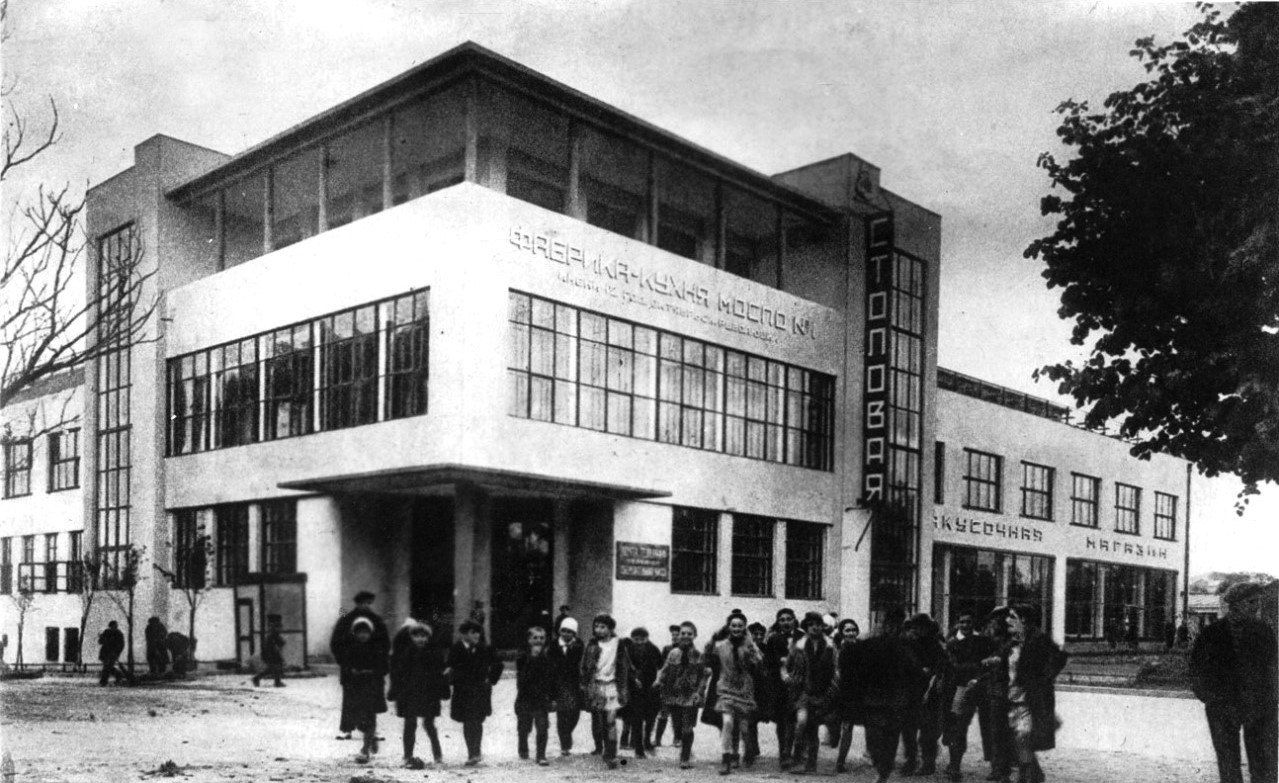
Фабрика-кухня МОСПО № 1, Москва

Первая московская фабрика-кухня (1929) на Ленинградском шоссе (ныне Ленинградский проспект) по проекту архитектора А. И. Мешкова стала настоящим событием в жизни города. В конце 1920-х годов этот район быстро застраивался «домами нового типа», и предприятие общественного питания было просто необходимо.

Площадка для возводимой фабрики-кухни была выбрана не случайно — напротив бывшего ресторана «Яръ» (этот загородный ресторан до революции пользовался скандальной славой как место купеческих кутежей и бесчинств).
Тогда же сформировались основные требования к зданию фабрики-кухни. В ней должно быть 3 или 4 этажа, подвал и полуподвал, причём подвальный этаж предназначается для холодильника и продуктовых складов, а полуподвал — для хлеборезки и комнат персонала фабрики.
Первый этаж отводится под производственные помещения, включая лабораторию. Здесь же должны размещаться раздевалки для посетителей. На том же этаже предполагалось размещение магазина полуфабрикатов и закусочной.
Второй этаж — это место для обеденных помещений, третий — для банкетных и праздничных залов.
Желательно, чтобы крыша здания была плоской — для обедов на открытом воздухе в летнее время.
Важный вклад в разработку архитектурного типа фабрик-кухонь внёс Ленинград. Особый интерес представляет Выборгская фабрика-кухня, состоящая из двух корпусов — производственного и торгово-обеденного, а также Василеостровская и Кировская. Последняя была совмещена с Кировским универмагом, действующим до настоящего времени.

## Фабрики-кухни СССР: список

### Баку
- К. И. Сенчихин. Фабрика-кухня в Сабунчах (городской район), 1930[6].
- К. И. Сенчихин. Фабрика-кухня в Сураханах (городской район), начало 1930-х[7].
- С. А. Дадашев, М. А. Усейнов М. А.. Фабрика-кухня в Баилово (городской район), 1930? Улица Красина (сейчас улица Нефчи Курбана Аббасова, 29). Позднее перепрофилирована в больницу и родильный дом[6].
- (Архитектор?). Образцовая фабрика-кухня № 4 в Баилово, 1930-е[8].

### Ветка
- (Архитектор?). Фабрика-кухня Ветковского рудника[9][10] на территории Донецкого угольного бассейна, 1930?

### Витебск
- (Архитектор?). Фабрика-кухня Льнопрядильной фабрики имени Л. М. Кагановича. 1930-е. 1-я Пролетарская улица, 10.[источник не указан 968 дней].

### Иваново
- Фабрика-кухня № 1 в здании общежития Ситцепечатной фабрики Н. П. и Я. Н. Фокиных, 1925[11]. Крутицкая улица, 9. Позднее здание перестроено. памятник архитектуры
- А. А. Журавлёв. Фабрика-кухня «Нарпит № 2»[12], 1933. Проспект Ленина, 43. Позднее декорированы фасады и уменьшено остекление по проекту А. И. Панова (1952). памятник архитектуры

### Ижевск
- (Архитектор?). Фабника-кухня № 1 Треста общественного питания, между 1928 и 1930[13]. Улица Советская, 10.

### Комсомольск-на-Амуре
- (Архитектор?). Фабрика-кухня, 1936. Улица Аллея Труда, 6.

### Ленинград
- А. К. Барутчев, И. А. Гильтер, И. А. Меерзон, Я. О. Рубанчик. Выборгская (Сталинская) фабрика-кухня, 1930[14]. Большой Сампсониевский проспект, 45/2. памятник архитектуры
- А. К. Барутчев, И. А. Гильтер, И. А. Меерзон. Кировская фабрика-кухня и универмаг, 1931. Площадь Стачек, 9.
- А. К. Барутчев, И. А. Гильтер, И. А. Меерзон. Василеостровская фабрика-кухня, 1931. Большой проспект Васильевского острова, 68. В 2000 году здание реконструировано. памятник архитектуры.
- (Архитектор?) Фабрика-кухня завода «Большевик», 1930. Проспект Обуховской Обороны, 120д.
- Е. И. Катонин, Е. М. Соколов. Московская фабрика-кухня (Ленинградский пищевой комбинат), 1933. Московский проспект, 114. памятник архитектуры
- А. К. Барутчев, И. А. Гильтер, И. А. Меерзон. Невская (Володарская) фабрика-кухня, (1928—1929). Проспект Обуховской Обороны, 119 лит. Б. Перестроена.
- М. Г. Лурье. Фабрика-кухня № 3, (год постройки?). Большой Сампсониевский проспект, 61. Перестроена.
- М. Д. Фельгер, С. Е. Бровцев, A. B. Петров, инженер К. В. Сахновский. Фабрика-кухня общежитий Политехнического института, 1932. Улица Капитана Воронина, 13а, б, в. Перестроена.
- Бункин Пётр Дмитриевич. Фабрика-кухня Петроградского района (Хлебозавод № 19, Завод «Навигатор», Административное здание), 1928, 1933. Красного Курсанта ул., 19. Перестроена[15].

### Минск
- И. Е. Губерт, инженер Я. М. Краснощеков. Фабрика-кухня, 1934[16][17]. Улица Свердлова, 2. памятник архитектуры

### Молотов
- (Архитектор?). Фабрика-кухня Мотовилихинского Центрального рабочего кооператива, 1932. Пермь, улица Уральская, 85. Здание перестроено, сохранена общая композиция.

### Москва
- А. И. Мешков. Фабрика-кухня № 1, 1928. Ленинградский проспект, 7. Частично перестроено. памятник архитектуры
- А. И. Мешков. Фабрика-кухня Авиазавода № 1 Осоавиахима, 1933. Первый Боткинский проезд, 7. Частично изменен фасад и остекление. памятник архитектуры
- Коллектив Архитектурно-строительного института. Фабрика-кухня завода «Динамо», 1935. Улица Ленинская Слобода. памятник архитектуры

### Нижний Новгород
- Фабрика-кухня имени 1 Мая на улице Советской, 1930-е. Размещалась в ранее построенном кирпичном здании.
- (Архитектор?). Фабрика-кухня[18] в Соцгороде Автомобильного завода, 1932?

### Новая Каховка
- Е. Н. Максимова. Фабрика-кухня для рабочих Днепростроя, 1928.

### Новосибирск
- (Архитектор?). Фабрика-кухня № 1 для железнодорожников[19], 1930. Улица Челюскинцев, 9.
- (Архитектор?). Фабрика-кухня № 2 для Обувной фабрики[19], между 1932 и 1935. Улица Ельцовская, 1.

### Омск
- (Архитектор?). Фабрика-кухня для рабочих и служащих железнодорожной станции Омск, 1929. Улица Лобкова, 7.
- (Архитектор?). Фабрика-кухня Паровозостроительного завода имени Я. Э. Рудзутака, 1934. Улица Карбышева, 42А/6.

### Ростов-на-Дону
- (Архитектор?). Фабрика-кухня № 1, 1930[20]. Будённовский проспект, 99А. Перестроена.

### Рыбинск
- (Архитектор?). Фабрика-кухня для Моторостроительного завода[21], 1934. Проспект Ленина. Снесено.

### Самара
- Е. Н. Максимова. Фабрика-кухня для Завода имени А. А. Масленникова, 1932[22]. Улица Ново-Садовая, 149. памятник архитектуры

### Саратов
- (Архитектор?). Фабрика-кухня Завода комбайнов имени товарища Шеболдаева[23], 1930?. Улица Орджоникидзе. Здание сохранилось с незначительными изменениями, в нем размещается административное учреждение.
- (Архитектор?). Фабрика-кухня Завода приемно-усилительных ламп[24], 1951. Молодежный проспект, 2. В настоящее время в здании размещено учебное заведение. памятник архитектуры

### Свердловск
- Архитекторы коллектива «Уралмашстрой» (Г. П. Парамонов, Б. М. Шефлер и другие). Фабрика-кухня для Уральского завода тяжёлого машиностроения («Уралмаш»), 1935 (первая очередь). Екатеринбург, бульвар Культуры, 3.  памятник архитектуры

### Сталинград
- (Архитектор?). Фабрика-кухня[25] Сталинградского тракторного завода, 1930-е. Улица Дзержинского, 3.

### Ташкент
- С. Чернявский. Фабрика-кухня, 1932. На момент постройки располагалась на пересечение проспекта Энгельса и улицы Узбекистанской. Здание снесено в 2012 году.

### Тверь
- И. Леонидов. Фабрика-кухня[26] для работников Пролетарской мануфактуры, 1930-е? Улица Баррикадная, 2/3. Здание по назначению не использовалось; позднее перепроектировано и в нем размещен Дом пионеров[27].

### Тула
- И. Каратыгин (?). Фабрика-кухня, 1931[28]. Площадь Челюскинцев.
- (Архитектор?). Фабрика-кухня[28], 1930-е.

### Челябинск
- (Архитектор?). Фабрика-кухня[29][30], 1930-е? Проспект Ленина, 9. Сохранился объём, фасады перестроены, иное остекление.

### Шуя
- Д. В. Разов. Фабрика-кухня для текстильщиков, 1930. Улица Вокзальная, 2.

### Ярославль
- (Архитектор?) Фабрика-кухня Резино-асбестового комбината, 1930. Проспект Ленина, 10. памятник архитектуры

## Галерея

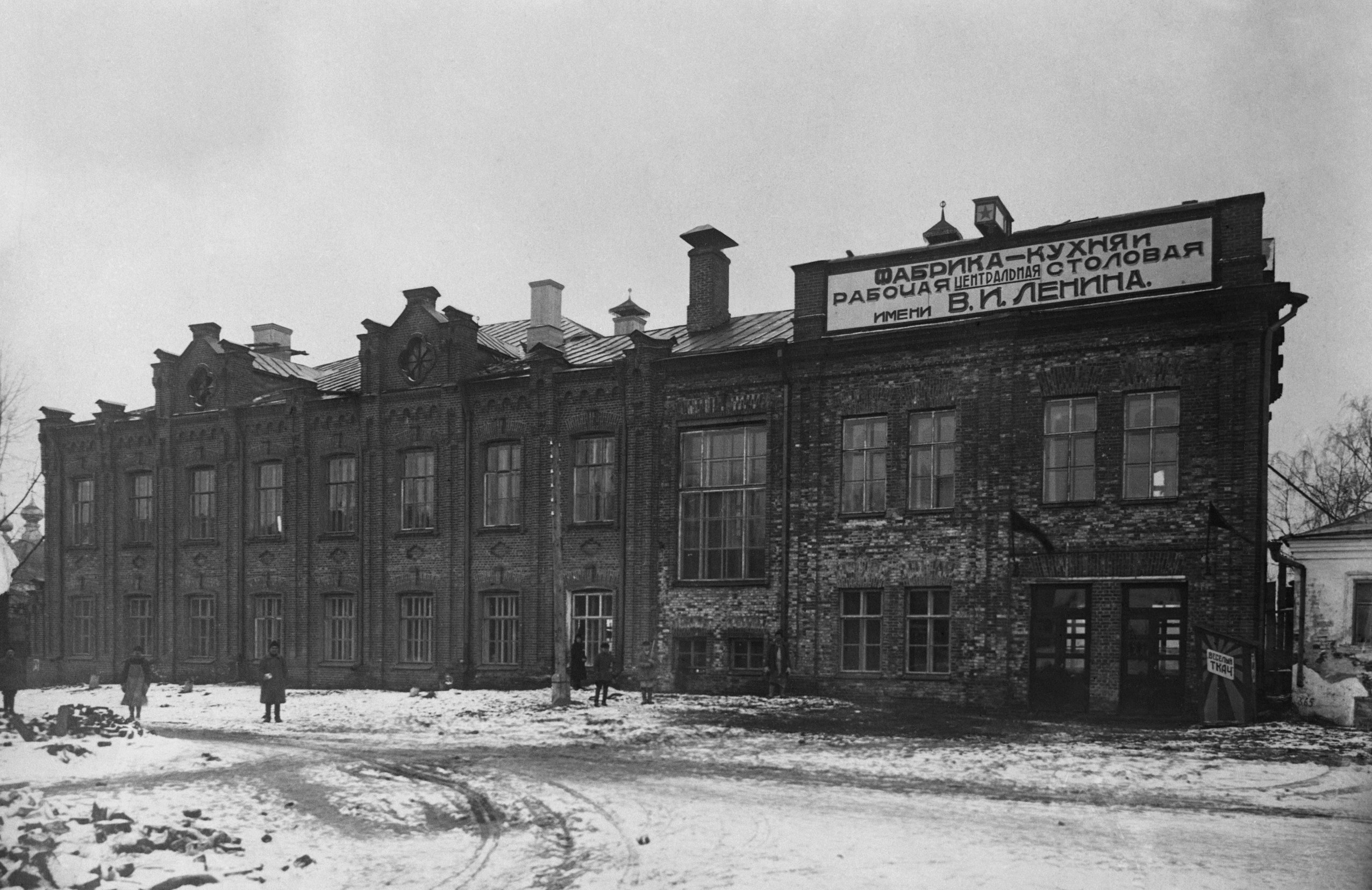
Фабрика-кухня № 1 в Иваново-Вознесенске на фотографии 1925 года, первое учреждение такого типа в СССР. Позднее фасад был оштукатурен и окрашен.
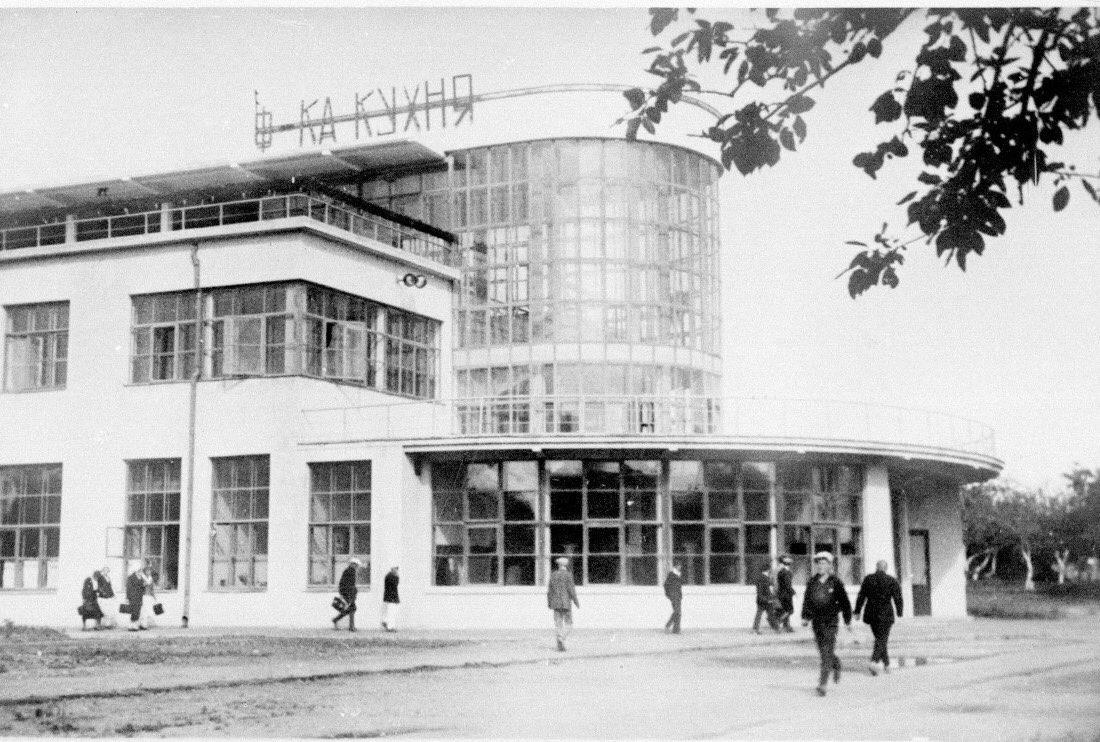
И. Я. Грубер. Фабрика-кухня в Минске, 1936. Фотография конца 1930-х годов.
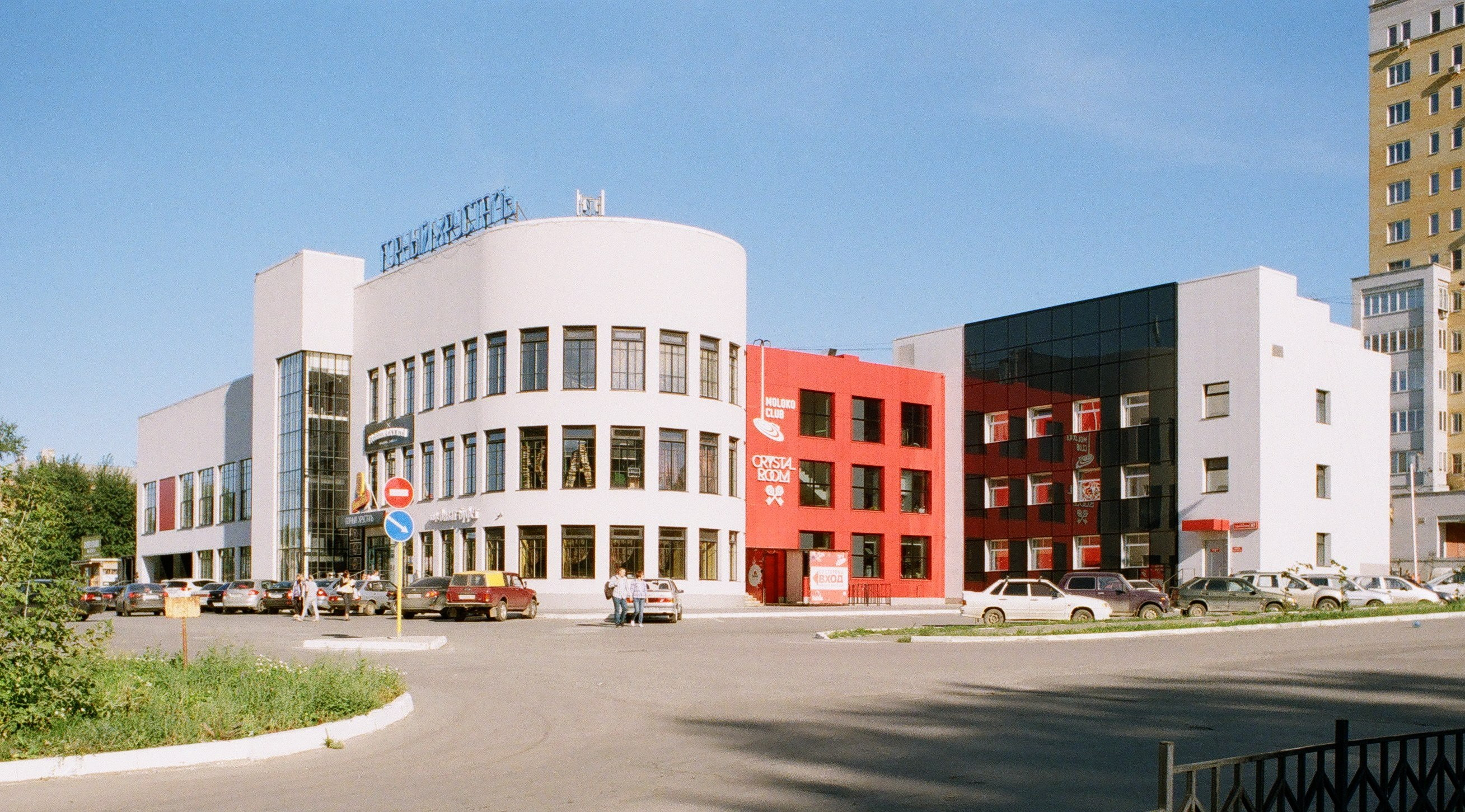
Фабрика-кухня в городе Молотов (ныне Пермь), 1930-е. Вид после реконструкции, 2016.
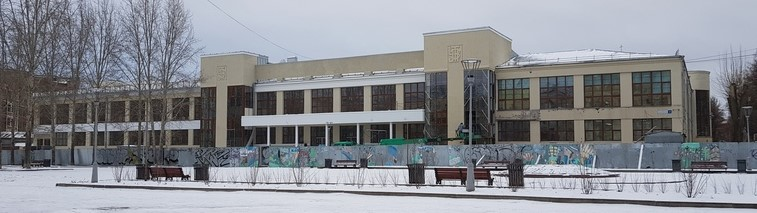
Архитекторы коллектива «Уралмашстрой» (Г. П. Парамонов, Б. М. Шефлер и другие). Фабрика-кухня